# Digital Theatre System

Logo van DTS

DTS, Digital Theatre System, is een digitaal bioscoopgeluidssysteem voor surround sound (meerkanaalsgeluid). Het wordt zowel professioneel gebruikt als in consumentenelektronica, en kan zowel op film als op dvd, laserdisk en cd opgeslagen worden.
Het formaat werd ontwikkeld door het bedrijf Digital Theater Systems, nu het huidige DTS, Inc.

## Geschiedenis
Het bedrijf Digital Theater Systems, Inc. werd in 1990 opgericht door uitvinder en ondernemer Terry Beard. De eerste film, die werd geproduceerd met DTS, was Jurassic Park (1993). Zes maanden later waren 876 DTS-systemen geïnstalleerd in bioscopen over de hele wereld. Begin 1996 was dit aantal gestegen naar ruim 5800. Er kwamen ook consumentenapparaten voor thuisgebruik die DTS konden afspelen.
Een ander veelgebruikt systeem voor meerkanaals geluid is Dolby Digital.

## Werking
DTS is net als Dolby Digital een geluidsreductiesysteem dat het geluid reduceert door bepaalde frequenties weg te halen die voor het menselijk oor niet meer waarneembaar zijn. DTS gebruikt echter een minder hoge reductieratio wat betekent dat DTS minder geluid weghaalt van de bron dan Dolby Digital. Dit heeft als gevolg dat er 'meer' geluid overblijft waardoor DTS in staat is om zo dicht bij het origineel te komen. Dit leidt ertoe dat DTS in de praktijk vaak wat beter klinkt, er meer controle in het geluid is dan bij de Dolby Digital. Een nadeel is dat DTS ongeveer vier keer zo veel opslagcapaciteit in beslag neemt als Dolby Digital.
De variant DTS-HD Master Audio is een lossless formaat waardoor het originele geluid exact wordt weergegeven.

## DTS-varianten
Standaard 5.1Dit is de meest gebruikte versie met 5 primaire luidsprekers en 1 subwoofer.
DTS-ESofwel 5.1 ES (Extended Surround) matrixsysteem bestaat in twee varianten, een DTS-ES Matrix en een DTS-ES Discrete 6.1 systeem, afhankelijk van hoe het geluid oorspronkelijk was gemasterd en opgeslagen.
DTS-ES 5.1 Matrix voorziet in 6 primaire luidsprekers en 1 subwoofer waarbij de 6e luidspreker fungeert als surroundback (achterkanaal). Gelijkwaardig aan dat van Dolby Digital 5.1 EX.
DTS-ES 6.1 Discrete voorziet in 6.1 discrete kanalen, met een écht apart opgenomen backsurroundkanaal en mag daarom ook als 6.1-systeem worden bestempeld.
DTS Neo 6waarbij, zoals bij Dolby Pro Logic IIx, stereogeluid geconverteerd wordt naar 5.1, 6.1 of 7.1.
DTS Neo Xsysteem dat stereo, 5.1, 6.1 of 7.1 kan opschalen naar 11.1.
DTS 96/245.1 kanalen met 24 bit, 96 kHz gesampled geluid, wat ook op dvd-audio kan geplaatst worden.
DTS-HD Master Audio5.1 kanalen met 24 bit, 192 kHz gesampled geluid, of 6.1 / 7.1 kanalen met 24 bit, 96 kHz gesampled geluid.
DTS Xeen systeem waarbij de locatie van audio-objecten kan worden gespecificeerd. De audio wordt na verwerking in realtime naar de luidsprekers gedistribueerd. (zie ook Dolby Atmos)

## DTS Music Disc
In 1998 begon het bedrijf, samen met producenten zoals Yamaha, Matsushita, en Kenwood, met het uitbrengen van audioapparatuur voor consumenten. Dit leidde tot de DTS Music Disc, een audio-cd met meerkanaals geluid. De DTS Music Disc conformeert aan de Red Book standaard, maar is een gecomprimeerd gegevensspoor ingekapseld in een PCM-audiospoor. Hierdoor kan elke niet-DTS-speler het geluid afspelen via een digitale uitgang naar een meerkanaalsversterker met decodeermogelijkheid.
Een nadeel van het ingekapselde gegevensspoor is dat er bij normale weergave een sterke ruis hoorbaar is, die mogelijk schade aan luidsprekers kan veroorzaken.